# Holcocephala uruguayensis
Holcocephala uruguayensis là một loài ruồi trong họ Asilidae. Holcocephala uruguayensis được Lynch & Arribálzaga miêu tả năm 1882. Loài này phân bố ở vùng Tân nhiệt đới.